# 가나우라촌
가나우라촌(金浦村)은 이시카와현 가호쿠군에 있던 촌이다. 현재의 가나자와시에 해당한다.

## 역사
- 1889년 4월 1일 - 정촌제 시행에 의해 15개 촌의 구역을 가지고 가나우라촌이 성립하였다.
- 1907년 8월 10일 - 유노타니촌, 가나우라촌,이오젠촌이 합병해, 아사카와촌이 성립하였다.